# Піші походи шахтарів на Київ
Піші походи шахтарів на Київ — форма протесту українських гірників проти багатомісячної заборгованості із заробітної плати. Їх організовують гірницькі профспілки, якщо спроби домовитися з місцевими (обласними) владою завершуються безрезультатно. Доставляння великої кількості людей в столицю вимагає чималих коштів, тому здебільшого вибирають піший спосіб пересування.

## Історія
- Червня 1993 року — через невиплату зарплати на страйк вийшов весь Західний Донбас. До страйкувальників приєдналися енергетики, металурги і машинобудівники — загальна чисельність страйкарів досягла 1,5 млн шахтарів. Шахтарський марш на Київ 1993 року призвів до рішення про дострокові президентські вибори.

- 15 липня 1996 року — шахтарський страйк охопив понад третину шахт країни, включаючи розташовані на Західній Україні. Причина: уряд оголосив, що в 1996 році в Україні буде закрито 50 вугільних шахт. Львівські шахтарі вирушають пішки до столиці.

- Травень — червень 1998 року. Через восьми-десятимісячну заборгованість із заробітної плати гірники Західного Донбасу розбили наметове містечко біля будівель Дніпропетровської обласної ради та Дніпропетровської обласної держадміністрації на проспекті Кірова у Дніпропетровську. Але майже двотижневе стукання касками об асфальт не принесло результатів. Тоді тисячна колона шахтарів виступила в похід на Київ. Колона рухалася до столиці майже три тижні. Розмістилися на Трухановому острові. Пікетували, стукали касками перед Верховною Радою, Кабінетом Міністрів, адміністрацією Президента. В підсумку заборгованість за поточною зарплатою, регресними позовами та одноразовою допомогою погашено, борги минулих років реструктуризовано.

- Липень 1999 року — до уряду пішки вирушає 1326 луганських шахтарів. Пішли на Донецьк, де знаходилося управління вугільного міністерства. Понад 200 гірників-інвалідів від 22 березня пікетують будівлю Мінвуглепрому в Києві і Верховну Раду. 24 березня 129 учасників пікетування оголосили про намір розпочати голодування. До Києва прямують пішки дві колони дружин і дітей шахтарів Краснодона. Всього в поході взяли участь понад 700 жінок і близько 130 дітей. Вимоги ті самі — виплата багатомісячної заборгованості.

- Червень-вересень 2002 року — 16 липня близько 900 шахтарів з усіх вугільних регіонів України (Донецький, Луганський, Дніпропетровський, Кіровоградський, Львівський і Волинський) прибули до Києва, де почали пікетування Міністерства палива та енергетики. Головна вимога — розрахуватися за вугілля. Вони пробули в Києві понад місяць, розбивши табір на Трухановому острові.